# Scion Hako
O Hako é um protótipo apresentado pela Scion no Salão de Nova Iorque de 2008.